# Через чернозёмные равнины
«Через чернозёмные равнины» (англ. Across the Black Soil Plains) — картина австралийского художника Джорджа Вашингтона Ламберта, написанная в 1899 году. Находится в коллекции Художественной галереи Нового Южного Уэльса в Сиднее.

## История
Ламберт писал эту картину в сарае в доме своей матери в Хорнсби, пригороде Сиднея. Работая над ней, художник разместил длинный и узкий холст по диагонали в сарае. Как модель для возницы предполагались несколько ломовиков, в том числе Джим Смит из района Уоррен, Люк Роллинз из Мори и Генри Шарки, который перевёз рекордное количество шерсти из Лаута в Бурк.
Картина была приобретена Художественной галереей Нового Южного Уэльса на выставке Общества художников Нового Южного Уэльса в 1899 году и с тех пор находится в её коллекции.

## Описание
Пейзаж изображает упряжку лошадей, тянущую телегу, тяжело нагруженную тюками шерсти. «Самое известное изображение сельской Австралии» Ламберта «Через чернозёмные равнины» было удостоено премии Уинна в 1899 году.
Картина была вдохновлена опытом Ламберта по перегону овец, когда он видел «конные упряжи, которые тащили тяжеловесные фургоны с шерстью через голые болотистые равнины Змеиной равнины от Уоррена до железнодорожной станции в Невертире».
«Мальчишкой в буше (сельской Австралии) я много работал с ломовыми лошадьми … У [одной] по имени Барни было такое прекрасное поведение и такая внушительная осанка … возможно, знания, которые я показал в отношении лошадей в „Чернозёмных равнинах“ возникли из моей связи с этим исключительно прекрасным животным», — вспоминал Джордж Вашингтон Ламберт

## Критика
Картина имела успех у критиков: Газета «The Sydney Morning Herald» писала: «На этом длинном узком холсте молодой художник рисует с поразительной энергией и чувством движения … во всех мыслимых положениях лошади тянут и напрягаются от тяжёлого груза».
Картина вдохновила журналиста Гордона Тиди (ок. 1862—1953) на одноимённое стихотворение, напечатанное под псевдонимом «Mousquetaire» в журнале «The Bulletin» 30 октября 1902 года. Его сравнивали со стихотворением Уилла Огилви «Как огненная королева пересекла болото».